# 이창훈 (마라톤 선수)
이창훈(李昌薰, 1935년 3월 21일 ~ 2004년 1월 13일)은 대한민국의 마라톤 선수였다. 본관은 경산(京山)이며 경상북도 성주군 선남면 출신이다.

## 경력
경상북도 성주군 선남동부초등학교와 대구 영남중학교, 양정고등학교, 중앙대학교를 졸업했다. 선남동부초등학교 5학년 때 마라톤을 처음 시작했다. 손기정의 가르침을 받았던 양정고등학교 1학년 때부터 경상북도 육상 장거리 대표로 활약했으며 특히 전국 대회에서 중거리 이상의 종목을 거의 석권했다.
1955년 6월 11일부터 6월 12일까지 서울운동장에서 열린 제16회 멜버른 올림픽 파견 마라톤 예선전에서 2시간 48분 57초의 기록으로 2위를 차지했다. 대한민국 대표로 출전한 1956년 멜버른 올림픽에서 2시간 28분 45초의 기록을 세우면서 4위에 올랐고 1958년 도쿄 아시안 게임에서 2시간 32분 55초의 기록을 세우면서 금메달을 획득했다.
1959년 9월 29일 한국일보와 대한육상경기연맹 주최로 열린 9·28 서울 수복 기념 제1회 서울~인천간 국제 마라톤 대회에서 2시간 24분 7초의 기록을 세우면서 우승을 차지했다. 당시 그가 세웠던 기록은 남자 마라톤 대한민국 신기록으로 남았으며 1962년 10월 25일 김연범이 2시간 23분 56초의 기록을 세우면서 깨지게 된다.
1960년 로마 올림픽에서 2시간 32분 55초의 기록을 세우면서 20위를 차지했고 1965년에 은퇴했다. 1977년부터 1995년까지 대한육상경기연맹 전무이사, 마라톤 강화위원장 등을 역임했으며 2004년 1월 13일 향년 69세를 일기로 사망했다. 부인은 손기정의 딸인 손문영(孫文英)이며, 슬하에 세 아들(이준석(李埈碩), 이준승(李埈承), 이준호(李埈昊))을 두었다.

## 참고자료
- 이창훈 - 한국학중앙연구원